# Touch and Go (песня The Cars)
Touch and Go (с англ. — «Прикоснись и Иди») — седьмой в общем и первый с альбома Panorama сингл американской рок-группы The Cars, вышедший 25 августа 1980 года на лейбле Elektra Records.

## О песне
В куплетах песни используется полиметр. Бас-гитара и барабаны играют с размером в 5
4, в то время как вокал, клавишные и гитара играют с размером в 4
4. Гитарное соло было исполнено поверх музыки, похожей на припев, но с некоторыми расширенными разделами, чтобы дать Эллиоту Истону больше тактов на аккордах ми минор, фа мажор и соль мажор, чтобы создать его яркое, мелодичное соло, которое завершается Большим Мажорным Септаккордом от до.

## Выпуск
«Touch and Go» была выпущен в качестве дебютного сингла с альбома Panorama. В 1980 году он достиг 37-го места в американском чарте Billboard Hot 100, что сделало его американским синглом с самой высокой позицией в чартах с альбома Panorama. Последующие синглы «Don’t Tell Me No» и «Gimme Some Slack» не попали в чарты.
«Touch and Go» неизменно появлялась на многих сборниках The Cars, включая Greatest Hits, Just What I Needed: The Cars Anthology, Complete Greatest Hits, Shake It Up & Other Hits и The Essentials. Кроме Just What I Needed: The Cars Anthology, это единственный трек с Panorama, который появился на указанных альбомах.

## Приём
«Touch and Go» в целом получила положительный приём от музыкальных критиков. Критик AllMusic Грег Прато сказал, что песня была выдающейся на Panorama, «в которой сочетаются нестандартные клавишные с великолепной текстурной гитарной работой Эллиота Истона». Дональд Гуариско, также из AllMusic, описал трек как «удивительно простую балладу, которая стала второстепенным хитом для группы», также заявив, что «мелодия соответственно капризная, состоящая из привлекательных куплетов, которые всё гипнотически перетекают и перетекают, постоянно восходящего моста перед припевом, который создает напряжение, и великолепного припева с призывом и ответом, который снимает это напряжение», заключив, что песня была «изящной мелодией, идеально подходящей для автомобильного радио». Музыкальный критик Роберт Кристгау сказал, что песня была одной из вершин Panorama.

### Мнение Джона Леннона
Бывший член The Beatles Джон Леннон упомянул эту песню в своём последнем интервью 8 декабря 1980 года, похвалив её за звучание 1950-х годов и сравнив её со своим текущим синглом того времени «(Just Like) Starting Over». Он сказал: «Я думаю, что песня The Cars „Touch and Go“ прямо из „О, О…“ пятидесятых годов, во многом это материал пятидесятых годов. Но в стиле восьмидесятых, но, но… и это похоже, я думаю на „Starting Over“; это песня пятидесятых, сделанная с подходом восьмидесятых».

## Список композиций
Слова и музыка всех песен — Рик Окасек.
| №  | Название                                      | Основной вокал | Длительность |
| -- | --------------------------------------------- | -------------- | ------------ |
| 1. | «Touch and Go» (с англ. — «Прикоснись и Иди») | Окасек         | 3:41         |

| №  | Название                              | Основной вокал | Длительность |
| -- | ------------------------------------- | -------------- | ------------ |
| 1. | «Down Boys» (с англ. — «Вниз, Парни») | Бенджамин Орр  | 3:07         |

## Участники записи
- Рик Окасек — ритм-гитара, вокал (Touch and Go), бэк-вокал (Down Boys)
- Эллиот Истон — соло-гитара, бэк-вокал
- Бенджамин Орр — бас-гитара, вокал (Down Boys), бэк-вокал (Touch and Go)
- Дэвид Робинсон — ударные, перкуссия
- Грег Хоукс — клавишные, бэк-вокал

## Чарты
| Чарт (1980)                        | Наивысшая позиция |
| ---------------------------------- | ----------------- |
| Австралия (Kent Music Report)      | 62                |
| Канада (RPM Top Singles)           | 16                |
| Новая Зеландия (Recorded Music NZ) | 42                |
| США (Billboard Hot 100)            | 37                |
| США (Cash Box Top 100 Singles)     | 38                |